# لنکستر (مینه‌سوتا)
لنکستر، مینه‌سوتا (به انگلیسی: Lancaster, Minnesota) یک شهر در ایالات متحده آمریکا است که در شهرستان کیتسان، مینه‌سوتا واقع شده‌است.

## خصوصیات
لنکستر ۵٫۹۶ کیلومترمربع مساحت و ۳۴۰ نفر جمعیت دارد و ۲۷۷ متر بالاتر از سطح دریا واقع شده‌است.